# Leo Roth (Agent)
Leo Roth (* 18. März 1911 in Galizien, Österreich-Ungarn; † 10. November 1937 in Moskau) war ein deutscher Agent der Kommunistischen Partei Deutschlands (KPD) und Lebensgefährte von Helga von Hammerstein, einer Tochter von Kurt von Hammerstein-Equord.

## Herkunft und berufliche Ausbildung
Roth wurde am 18. März 1911 in Rzeszów im damals österreichisch-ungarischen Galizien geboren. Er war Sohn eines jüdischen Textilwarenhändlers, der mit seiner Familie im Januar 1913 nach Berlin auswanderte. Nach der Mittelschule begann Roth eine Schlosserlehre, da er eine praktische Ausbildung für die geplante Auswanderung nach Palästina anstrebte.

## Politischer Anfang
Roth schloss sich bereits als 13-Jähriger der links-bündisch orientierten Jugendgruppe Poalei Zion an. 1926 trat er in den Kommunistischen Jugendverband Deutschlands (KJVD) ein, ein Jahr später aber schloss man ihn ähnlich wie etwa Nathan Steinberger als Korsch-Anhänger aus dem KJVD aus. Er wurde stattdessen Mitglied im Leninbund und verkehrte mit den bei der KPD verfemten Ruth Fischer, Arkadi Maslow und Hugo Urbahns. 1929 wurde Roth im Rahmen der Abgrenzung der KPD von der nun als „Sozialfaschisten“ bekämpften Sozialdemokratischen Partei Deutschlands (SPD) wieder Mitglied des KJVD und avancierte im Bezirk Berlin-Brandenburg zum hauptamtlichen Funktionär im illegal operierenden „BB-Apparat“, der Organisation für Betriebsberichterstattung der KPD. 1930/1931 erhielt er eine nachrichtendienstliche Ausbildung in einer Spezialschule mit angeschlossenem militärischen Training („M-Schule“) in der Sowjetunion.

## Tätigkeit
Zurückgekehrt nach Deutschland lebte er ab 1933 illegal unter diversen Decknamen (v. a. Ernst Hess und Viktor, ferner Rudi, Stefan, Berndt, Friedrich Kotzner, Albert) und war Reichsinstrukteur des BB-Apparates der KPD. 1932 wurde er Sekretär von Hans Kippenberger. Unter dem Parteinamen „Viktor“ stieg er 1933 zu einem der wichtigsten Funktionäre des „M-Apparats“, der illegalen militär-politischen Organisation der KPD, auf. Als Leiter der Abteilung für „spezielle Verbindungen“ organisierte er die sog. Spitzenverbindungen zwischen dem KPD-Politbüro und den einzelnen Mitgliedern des KPD-Sekretariats wie Kippenberger und Herbert Wehner sowie zu Informanten aus Wirtschaft, Militär und Politik. Im Auftrag der KPD unterhielt er außerdem mit Zustimmung von John Schehr Verbindungen u. a. zum britischen, französischen u. tschechischen Geheimdienst, zu Militärs, Diplomaten und Journalisten dieser Staaten wie Margret Boveri. Diese Aufgaben führten zu häufigen Reisen mit gefälschten Papieren ins westliche und östliche Ausland sowie in neutrale Länder wie die Schweiz. Die bei Roth einlaufenden Informationen gelangten mit Hilfe des Nachrichtendienstes der KPD meist als verschlüsselte Funktelegramme über die sowjetische Botschaft nach Moskau.
Seit 1934 war Roth Leiter der „Abwehr“ im Apparat der KPD.

### Albert Einstein
Einsteins Sekretärin Helene Dukas und ihre Schwester hatten einen Teil ihrer Berliner Wohnung untervermietet an Luise Kraushaar, KPD-Sekretärin für besondere Aufgaben, die darin u. a. Nachrichten dechiffrierte, und Leo Roth nutzte Kraushaars Büro ebenfalls. Zur angeheirateten Verwandtschaft von Helene Dukas gehörten die Mitglieder der KPD Sigmund Wollenberger und Albert Wollenberger. Der Ehemann von Einsteins Stieftochter Margot war Dimitri Marianoff, damals rechte Hand von Arthur Normann, des Chefs sowjetischer Spione in Deutschland. Einstein selbst lehrte bis zu seiner Emigration auf Anregung von Anna Seghers an der Marxistischen Arbeiterschule (MASCH), und damit hatte er laufend Umgang mit weiteren links orientierten Personen wie John Heartfield, Egon Erwin Kisch, Jürgen Kuczynski, Willi Münzenberg, Erwin Piscator, Annie Reich und Karl August Wittfogel. Er hatte auch anderweitig Sympathie für „sozialistische“ Ideen gezeigt. Vor diesem Hintergrund ist naheliegend, dass er von den geheimen Funktionen von Kraushaar und Roth in der Wohnung seiner Sekretärin nicht nur wusste, sondern sie gerne duldete.

### Familie von Hammerstein
1928 lernte Roth im Sozialistischen Schülerbund die erst 15-jährige Helga von Hammerstein, drittes Kind des damaligen Chef der Heeresleitung General Kurt von Hammerstein-Equord, kennen. Sie interessierte sich damals bereits für kommunistische Ideen. Die beiden zogen im Berliner Scheunenviertel zusammen, wo auch Nathan Steinberger, der bisherige Freund Helgas, wohnte. 1930 verließ Helga das Gymnasium, trat der KPD bei und stellte sich ihr unter dem Decknamen „Grete Pelgert“ zur Verfügung. 1935 bis 1936 lieferte Helga auch Gerd Kaden Informationen. Roth dagegen hatte über Helga Kontakt zu ihren beiden älteren Schwestern Marie Luise und Marie Therese. Erstere war seit 1927 Mitglied der KPD, für die sie seit 1930 verdeckte Aufträge ausführte, und eine Zeitlang liiert mit Werner Scholem.
Insgesamt erhielten Roth und andere aus diesen Quellen geheime Informationen aus Politik und Reichswehr, über die der Vater der drei Töchter auch nach seiner Privatisierung Ende Januar 1934 weiterhin verfügte. So stammt vermutlich die ausführlichste der Aufzeichnungen über die Rede Hitlers am 3. Februar 1933 vor Mitgliedern der Reichswehr in der Dienstwohnung Hammersteins aus seinen Unterlagen; sie wurde erst 2000 im Archiv der Komintern entdeckt. Zu den Enthüllungen aus dieser Quelle, die seinerzeit auch international großes Aufsehen erregten, gehörte das „Braunbuch über Reichstagsbrand und Hitlerterror“, das Willi Münzenberg in Paris veröffentlichte.

### Der Reichstagsbrand
Roths Abteilung gelangte 1933 an Photokopien der streng geheimen Anklageschrift gegen die Angeklagten im Reichstagsbrand-Prozess, Georgi Dimitroff, Marinus van der Lubbe und andere. Roth brachte die Kopien persönlich nach Paris, wo sie dem „Untersuchungsausschuß zur Aufklärung des Reichstagsbrandes“, der von Willi Münzenbergs „Weltkomitee für die Opfer des Hitler-Faschismus“ gegründet worden war, übergeben wurde. Roth gelang es außerdem, Norman Ebbutt, Korrespondent der Londoner Times und Sprecher der ausländischen Presse in Deutschland, als geheimen Berichterstatter für die KPD zu gewinnen. Das Material, das Roth sammelte, wurde im US-Konsulat in Leipzig hinterlegt, wo Roth auch illegale Pressekonferenzen organisieren konnte.

### Fememord
Roth hatte Anfang 1934 die Waffe zur Ermordung des von der Gestapo „umgedrehten“ Alfred Kattner besorgt, anschließend den Mörder Hans Schwarz mit einem gefälschten Pass versehen und ihn in Begleitung von Helga von Hammerstein außer Landes gebracht.

### Reisen und Kontakte
1934 war Roth unter dem Decknamen „Ernst Hesse“ zeitweise Referent an der „M-Schule“ der Komintern in Moskau, anschließend Abwehrleiter der KPD im Saargebiet, wo er im Vorfeld der Saar-Abstimmung von Januar 1935 die kommunistische Agitation leitete und beispielsweise Herbert Wehner einen Journalistenausweis und eine sichere Unterkunft besorgte. Vermutlich in Absprache mit Erich Honecker war er dort auch an bewaffneten Anschlägen auf Einrichtungen der Deutschen Front beteiligt. Nachdem die Abstimmung zugunsten des Anschlusses an das Deutsche Reich ausgefallen war, traf er sich in Prag mit Wilhelm Pieck und Walter Ulbricht. Danach zog er wie Wehner nach Amsterdam, wohnte dort mit Helga von Hammerstein und leitete von dort aus ein Jahr lang den gesamten Abwehrapparat der KPD für Westdeutschland.

### Herbert Wehner
Im Rahmen seiner geheimdienstlichen Tätigkeit hatte Roth seit spätestens 1932 häufig Austausch mit Herbert Wehner alias „Kurt Funke“. Besonders eng war die Zusammenarbeit der beiden während ihrer Tätigkeit im Saargebiet. Wehner charakterisierte „Viktor“ in seinem »Zeugnis« wie folgt:

„Viktor, der damals die Arbeit des Kippenberger-Apparats in diesem Abschnitt leitete, war einer der fähigsten Organisatoren, die ich kennengelernt habe. Er schaffte und unterhielt Verbindungen in einem Ausmaße, wie ich es vorher oder nachher von keinem anderen erreicht gefunden habe … Seine ganze jugendliche Spannkraft, seinen enormen Drang zu revolutionärer Aktivität, seine außergewöhnliche Auffassungsgabe für politische Nuancen stellte er in den Dienst dieser Arbeit, in der er aufging.“

## Opfer der Säuberung
In der „Brüsseler“ Konferenz der KPD im Jahr 1935 bei Moskau wurde der im ZK umstrittene M-Apparat teilweise aufgelöst und der bisherige Leiter Kippenberger aus dem ZK entfernt. Das schwächte auch die Position Roths, da er Vertrauter Kippenbergers sowie Anhänger der ausgeschalteten Politbüromitglieder Hermann Schubert und Fritz Schulte gewesen war. Roth wurde seines Postens in der KPD enthoben und nach Moskau beordert.
Ab Anfang 1936 arbeitete er als „Ernst Hess“ in einem sowjetischen Forschungsinstitut für Autos und Traktoren. Zu seinem Unglück kam hinzu, dass seit der Ermordung des Ersten Sekretärs der Leningrader Parteiorganisation Sergei Kirow Ende 1934 eine weitere stalinsche Säuberung wegen angeblicher „trotzkistischer Elemente“ begann, die schließlich in den Großen Terror mündete. Im Juni 1936 lag der Partei eine konkrete schriftliche Denunziation Roths durch Grete Wilde (alias „Erna Mertens“) vor (die später auch Herbert Wehner belasten sollte), am 22. November 1936 wurde er deswegen vom NKWD in Moskau verhaftet. Zu den Vorwürfen gegen ihn gehörte, er habe die Militär-Attachés der englischen, französischen und tschechoslowakischen Botschaften in Berlin auch über Interna der KPD informiert und dafür regelmäßig Geld erhalten. Bei den Verhören belastete er Hans Kippenberger schwer, versuchte aber, Helga und Marie-Luise von Hammerstein zu entlasten, indem er falsche Angaben zu Marie-Therese von Hammerstein machte, die damals bereits außer Gefahr, da nach Japan emigriert war. Am 30. August 1937 antwortete Wehner in einer mehrseitigen Darstellung auf Vorwürfe der Komintern, er sei mit Roth eng bekannt gewesen. Darin distanzierte er sich von einigen Handlungen und Einstellungen Roths, andere dagegen rechtfertigte er. Das Militärkollegium des Obersten Gerichts der UdSSR erklärte Roth am 10. November 1937 der Spionage und Vorbereitung von Terroranschlägen für schuldig und verurteilte ihn zum Tode. Leo Roth wurde am gleichen Tag im Keller der Lubjanka erschossen.

## Familie
Leo Roth hatte vermutlich keine Kinder. Helga von Hammerstein entging dem Schicksal ihres Lebensgefährten in der „Menschenfalle Moskau“, weil Walter Ulbricht sich gegen die von ihr gewünschte Emigration in die Sowjetunion aussprach. Sie heiratete 1939 Walter Rossow und starb 2005.